# Мультипликатор (механика)
Мультипликатором в механике называется редуктор с передаточным отношением меньше 1. Такие редукторы снижают момент на выходном валу, но повышают угловую скорость. В любом случае частота вращения ведомого звена больше, чем у ведущего.

## Применение
Широко применяется в промышленности для получения угловой скорости на выходном валу свыше 3000 об/мин, когда применение коллекторного двигателя или двигателя с фазным ротором экономически не выгодно. Используется также в велосипедной передаче, в которой один оборот звёздочки педалей соответствует нескольким оборотам ведущего колеса. С другой стороны, при такой передаче велосипедисту педали вращать труднее, но в результате он движется быстро.
Мультипликаторы применяются в конструкции приводных центробежных нагнетателей, поскольку для создания достаточно большого давления воздуха скорость вращения рабочего колеса с лопатками должна быть высокой. 
Также применяется для привода подвагонного генератора пассажирского вагона поезда: либо в виде ремённой передачи от оси вагона (большой шкив оси вагона через приводной ремень вращает малый шкив генератора), либо в виде карданной, п. При такой передаче электрогенератор работает в более выгодном режиме, иначе пришлось бы применять тихоходный генератор, имеющий большие габариты и вес.
Также применяется на ассенизационных автомобилях, где приводит в движение пластинчато-роторный вакуумный насос. Благодаря этому, в бочке более эффективно создаётся разрежение для засасывания внутрь жидкостей.